# Banco de Desenvolvimento da América Latina
A Corporação Andina de Fomento em castelhano: Corporación Andina de Fomento), auto-identificada como Banco de Desenvolvimento da América Latina (CAF; em castelhano: Banco de Desarrollo de América Latina) desde 2010, é uma instituição internacional multilateral de desenvolvimento da América Latina. Tem como missão impulsionar o desenvolvimento sustentável e a integração regional na América Latina, através do financiamento de projetos dos setores público e privado, a provisão de cooperação técnica e outros serviços especializados. Constituído em 1970, na atualidade é composto por 19 países (17 da América Latina e do Caribe mais Espanha e Portugal) e de 14 bancos privados, é uma das principais fontes de financiamento multilateral e um importante gerador de conhecimento para a região.
CAF é uma instituição financeira multilateral cuja missão é apoiar o desenvolvimento sustentável de seus países acionistas e a integração regional. Atende aos setores público e privado, fornecendo produtos e serviços financeiros múltiplos a uma ampla carteira de clientes, constituída pelos governos dos Estados acionistas, instituições financeiras e empresas públicas e privadas.
As suas principais atividades são: atuar como intermediário financeiro, mobilizando recursos desde países industrializados para a região, financiar o desenvolvimento de infraestrutura produtiva, promover o desenvolvimento, fomentar o comércio e investimentos e apoiar ao setor empresarial.
CAF tem sua sede principal na Torre CAF, em Caracas, Venezuela. Adicionalmente, dispõe de escritórios em Assunção, Bogotá, Brasília, Buenos Aires, La Paz, Lima, Cidade do México, Madri, Montevidéu, Panamá, Porto de Espanha e Quito.
Embora os juros cobrados pela CAF por seus empréstimos sejam mais altos do que os oferecidos pelo Banco Interamericano de Desenvolvimento (BID) ou pelo Banco Mundial (BM), seus emprestímos tornam-se atraentes pelo fato de que a CAF os concedide sem vínculos, ou seja, sem condições - sua principal preocupação é garantir que eles sejam pagos; isso não acontece com uma grande parte dos recursos de seus concorrentes, por exemplo, o BID tem como prática impor condições aos empréstimos tendo a política de transmissão "coerciva" de políticas econômicas através de seus empréstimos condicionados. Desta forma, os pontos extras que a CAF cobra em juros pelo uso de recursos a seus clientes podem ser vistos como o preço a pagar pela liberdade e autonomia dos países em orientar a política econômica na direção que cada governo considera apropriada.

## Histórico
Foi constituído em 1970 com objetivo de financiar a integração do então emergente Grupo Andino, formado por cinco países Bolívia, Colômbia, Chile, Equador e Peru. O capital inicial e seus subsequentes aumentos até 1990 foram subscritos pelas nações fundadoras – que o controlavam completamente.
Os empréstimos, de acordo com seu mandato original, precisariam ser empregados em melhoria da infraestrutura de transporte, comercialização, cooperação técnica e promoção do comércio intra-andino, e em projetos de integração na agricultura e na indústria (especialmente bens intermediários e de capital). Já que os países menos desenvolvidos dentro do grupo gozariam de tratamento preferencial, a Bolívia e o Equador seriam priorizados para várias iniciativas.
Assim sendo, os investimentos iniciais concretizaram-se da seguinte forma: construção de uma rede de armazéns de arroz na Bolívia, montagem de um complexo industrial para processar atum tropical no Equador, e a construção de uma ponte em Zulia, na Venezuela, que facilitaria a integração deste país com a Colômbia.
A CAF se reposicionou estrategicamente no final dos anos 1980, tendo em vista ao pouco sucesso do plano de industrialização substitutiva na sub-região andina. Daí passou a priorizar o financiamento de projetos de infraestrutura (rodoviária, fluvial, marítima e energética) em detrimento de investimentos industriais. Também direcionou recursos para aumentar a produtividade, proteger o meio ambiente, melhorar a competitividade das pequenas e médias empresas e apoiar as reformas do setor público. O CAF ampliou sua adesão e mudou seu relacionamento com o setor privado. O México aderiu em 1990 e o Chile retorna como membro da instituição em 1992; a CAF passou a reunir mais outros 15 países – desde o Cone Sul e América Central passando pelo Caribe até a Europa. A CAF também se abriu para o setor privado; por um lado, começou a construir uma rede intermediária de mais de uma centena de bancos comerciais como sócios para adiantamentos de empréstimos; e por outro lado, aceitou a entrada de um grupo de bancos privados como acionistas com voz e voto no conselho de administração. Entrou nos mercados internacionais. A CAF também tornou-se uma emissora regular e bem-sucedida de títulos de médio e longo prazo nas capitais das finanças globais: Nova York, Londres e Tóquio. As agências de classificação de risco mais importantes deram a seus papéis um alto grau de investimento desde 1993, e hoje é um dos emissores mais seguros da América Latina.
Em 2019, a CAF aprovou operações de crédito no valor de US$ 13 bilhões. Esse valor é maior do que o montante que seus principais concorrentes na região, o BID e o Banco Mundial, se comprometeram em fornecer em recursos para o desenvolvimento da América Latina. A CAF processa as aprovações de empréstimos mais rapidamente do que o BID ou o BM, com prazos que variam de três a quatro meses, em média. Além disso, pequenos países como Bolívia e Equador exercem sua voz e voto nas decisões da organização com resultados tangíveis para seus interesses. Esses dois países continuam sendo os maiores beneficiários de seus empréstimos –de 2000 até hoje obtiveram recursos de cerca de US$ 20 bilhões.